# Rubellius Plautus
Rubellius Plautus est un homme politique de l'Empire romain.

## Biographie
Il est le fils de Caius Rubellius Blandus, consul suffect en 18, et de Julia, la fille de Drusus et petite fille de l'empereur Tibère. Il est né vers 33 sous le règne de son arrière grand père.
Son père meurt en 38 et sa mère est une victime innocente des intrigues de l'impératrice Messaline. Possiblement à cause du sang impérial de celle-ci, Julia est exécutée.
Plautus épousa Antistia Pollitta, la fille de Lucius Antistius Vetus. Son beau-père est consul en 55, légat de Germanie supérieure en 55-56, et proconsul d'Asie en 64-65. On ne connait pas le nom des enfants de Plautus mais l'on sait qu'aucun ne survit aux purges de Néron en 66.
En 55, Junia Silana, une rivale d'Agrippine la Jeune et ancienne femme de Caius Silius, accuse Agrippine de vouloir détrôner Néron et mettre Plautus sur le trône. Néron ne réagit pas dans l'immédiat, mais peu après, les relations avec Silana s'envenime. Après l'apparition d'une comète en 60, dans la plèbe une rumeur fait état de la chute de Néron et de la victoire de Plautus. Néron exile Plautus en 60 avec sa famille dans la province d'Asie.
En 62, d'autres rumeurs font état de négociation entre Plautus, Faustus Cornelius Sulla Felix et Cnaeus Domitius Corbulo pour fomenter une révolte, Plautus est exécuté par Néron en même temps que Felix.
En 66, sa femme, ses enfants et son beaux père sont exécutés, victime de Néron.